# Deșkî, Bohuslav
Deșkî (în ucraineană Дешки) este un sat în comuna Teptiivka din raionul Bohuslav, regiunea Kiev, Ucraina.

## Demografie
Componența lingvistică a localității Deșkî
     Ucraineană (98,43%)
     Rusă (1,57%)
Conform recensământului din 2001, majoritatea populației localității Deșkî era vorbitoare de ucraineană (98,43%), existând în minoritate și vorbitori de rusă (1,57%).